# Rosa Reuten
 (octobre 2018).
Si vous disposez d'ouvrages ou d'articles de référence ou si vous connaissez des sites web de qualité traitant du thème abordé ici, merci de compléter l'article en donnant les références utiles à sa vérifiabilité et en les liant à la section « Notes et références ».
Rosa Reuten, née en 1975 aux Pays-Bas, est une actrice néerlandaise.

## Filmographie
- 2001 : Baantjer : Susan van Diepen
- 2004 : De Afdeling (nl) : la mère de Leuke
- 2005 : Flirt : Simone
- 2005 : Lieve lust (nl) : Iris
- 2006 : Vuurzee (nl) : Lisa
- 2006 : Fok jou! (nl) : Nelleke
- 2006 : Het zwijgen (nl) : Geesje Wieringa
- 2006 : Koppels (nl) : Sophie van der Vliet
- 2007 : Voetbalvrouwen (nl) : Viola
- 2007 : Draadstaal (nl) : la petite-amie de Joep
- 2007 : De co-assistent (nl) : la mère
- 2007 : Flikken Maastricht : Susan
- 2007 : SpangaS : Tineke Vaals
- 2008 : Goede tijden, slechte tijden : Tessa de Waal : Felicity
- 2010 : Penoza (nl) de Hanro Smitsman
- 2011 : De president (nl) d'Erik de Bruyn[2]
- 2014 : Alles mag op … de Steven Wouterlood : Babette[3]
- 2014-2016 : Jeuk (nl) de Casper Christensen et Frank Hvam[4]
- 2015 : Rendez-vous (nl) d'Antoinette Beumer : Helena[5]
- 2015 : One Happy Day : mère de Auke
- 2016 : Tessa (nl) : Grita Kronenberg
- 2016 : De helleveeg (nl) : tante Karin
- 2016 : Kappen! (nl): mère de Chris
- 2017 : De 12 van Oldenheim (nl) : Astrid Linthorst
- 2017 : Circus Noël (nl) : Christina
- 2017-2018 : Het geheime dagboek van Hendrik Groen (nl) : Mme Stelwagen
- 2019 : Judas (nl) : Sandra den Hartog
- 2019 : Het irritante eiland (nl) : femme démente